# Ventenac-Cabardès
Pour les articles homonymes, voir Ventenac (homonymie).
Ventenac-Cabardès  est une commune française située dans le nord-ouest du département de l'Aude, en région Occitanie.
Sur le plan historique et culturel, la commune fait partie de la Montagne Noire, un massif montagneux constituant le rebord méridional du Massif central. Exposée à un climat méditerranéen, elle est drainée par le Fresquel, le ruisseau de Rounel et par divers autres petits cours d'eau. La commune possède un patrimoine naturel remarquable composé de trois zones naturelles d'intérêt écologique, faunistique et floristique.
Ventenac-Cabardès est une commune rurale qui compte 959 habitants en 2022, après avoir connu une forte hausse de la population depuis 1975. Elle fait partie de l'aire d'attraction de Carcassonne. Ses habitants sont appelés les Ventenacois ou  Ventenacoises.
Le patrimoine architectural de la commune comprend un immeuble protégé au titre des monuments historiques : le château de l'Abbé, inscrit en 1951.

## Géographie
Commune de l'aire urbaine de Carcassonne située dans le pays Carcassonnais, sur le Fresquel.

### Communes limitrophes
Les communes limitrophes sont  Aragon, Moussoulens, Pennautier et Pezens.
| Montolieu (par un quadripoint) |                   | Aragon     |
| Moussoulens                    | Ventenac-Cabardès |            |
| Pezens                         |                   | Pennautier |

### Hydrographie
La commune est dans la région hydrographique « Côtiers méditerranéens », au sein du bassin hydrographique Rhône-Méditerranée-Corse. Elle est drainée par le Fresquel, le ruisseau de Rounel, le ruisseau de la Bouriette, le ruisseau de la Combe de l'Ane, le ruisseau de la Combe du Buisson, le ruisseau de la Combe Grande, le ruisseau des Albarels, le ruisseau des Caunettes Hautes, le ruisseau des Joies, le ruisseau des Pujols et le ruisseau du Gasel, qui constituent un réseau hydrographique de 22 km de longueur totale,.
Le Fresquel, d'une longueur totale de 63 km, prend sa source dans la commune de Baraigne et s'écoule d'ouest en est. Il traverse la commune et se jette dans l'Aude à Carcassonne, après avoir traversé 22 communes.

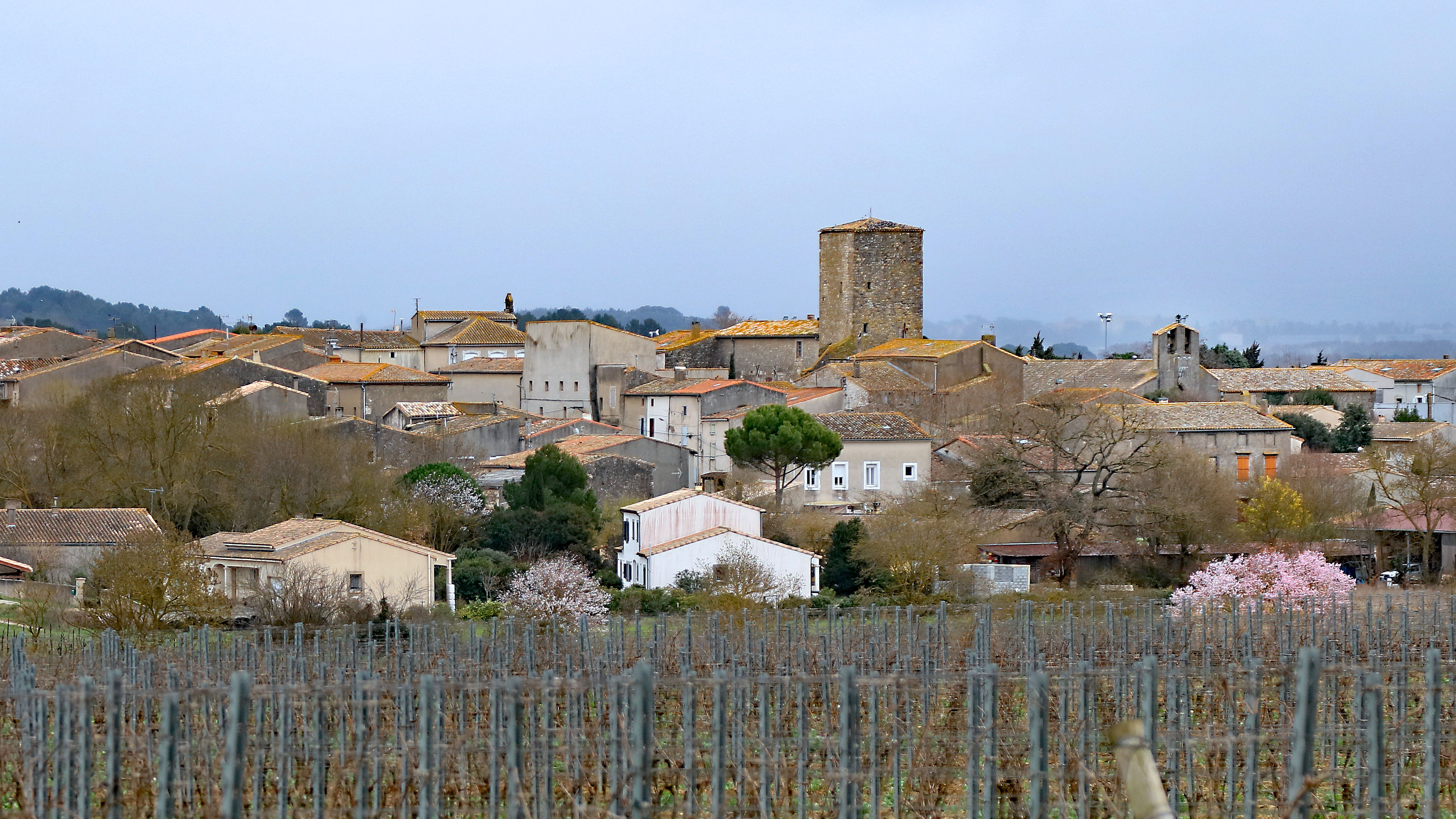

### Climat
Pour des articles plus généraux, voir Climat de l'Occitanie et Climat de l'Aude.
En 2010, le climat de la commune est de type climat du Bassin du Sud-Ouest, selon une étude s'appuyant sur une série de données couvrant la période 1971-2000. En 2020, Météo-France publie une typologie des climats de la France métropolitaine dans laquelle la commune est exposée à un climat océanique altéré et est dans la région climatique Aquitaine, Gascogne, caractérisée par une pluviométrie abondante au printemps, modérée en automne, un faible ensoleillement au printemps, un été chaud (19,5 °C), des vents faibles, des brouillards fréquents en automne et en hiver et des orages fréquents en été (15 à 20 jours).
Pour la période 1971-2000, la température annuelle moyenne est de 13,8 °C, avec une amplitude thermique annuelle de 15,9 °C. Le cumul annuel moyen de précipitations est de 735 mm, avec 9 jours de précipitations en janvier et 4,9 jours en juillet. Pour la période 1991-2020, la température moyenne annuelle observée sur la station météorologique installée sur la commune est de 14,4 °C et le cumul annuel moyen de précipitations est de 774,1 mm,. Pour l'avenir, les paramètres climatiques de la commune estimés pour 2050 selon différents scénarios d’émission de gaz à effet de serre sont consultables sur un site dédié publié par Météo-France en novembre 2022.
| Mois                                  | jan.           | fév.            | mars            | avril           | mai            | juin         | jui.            | août           | sep.           | oct.            | nov.            | déc.            | année    |
| ------------------------------------- | -------------- | --------------- | --------------- | --------------- | -------------- | ------------ | --------------- | -------------- | -------------- | --------------- | --------------- | --------------- | -------- |
| Température minimale moyenne (°C)     | 3,5            | 3,8             | 6,1             | 7,2             | 11,5           | 14,5         | 16,6            | 17,3           | 13,3           | 10,7            | 6,3             | 4,5             | 9,6      |
| Température moyenne (°C)              | 6,9            | 7,8             | 11              | 12,2            | 16,6           | 20,1         | 22,6            | 23,4           | 18,9           | 15              | 10,1            | 7,7             | 14,4     |
| Température maximale moyenne (°C)     | 10,4           | 11,9            | 15,8            | 17,2            | 21,7           | 25,6         | 28,6            | 29,5           | 24,5           | 19,3            | 13,9            | 11              | 19,1     |
| Record de froid (°C) date du record   | −15 16.01.1985 | −9,6 14.02.1983 | −10 08.03.1971  | −2,5 22.04.1991 | 0,2 09.05.1974 | 4 17.06.1978 | 7 22.07.1980    | 5,8 31.08.1986 | 0,8 27.09.1972 | −3 23.10.1991   | −8 22.11.1998   | −7,5 12.12.1980 | −15 1985 |
| Record de chaleur (°C) date du record | 20 04.01.1999  | 25 15.02.1998   | 28,2 21.03.1990 | 29 27.04.1987   | 37 30.05.01    | 40 21.06.03  | 41,3 06.07.1982 | 42 13.08.03    | 38 07.09.1988  | 30,5 04.10.1997 | 25,5 01.11.1987 | 21,8 18.12.1987 | 42 2003  |
| Précipitations (mm)                   | 83,1           | 57,2            | 70              | 81,8            | 74,8           | 49,7         | 29,7            | 41,6           | 54,9           | 72,5            | 83,6            | 75,2            | 774,1    |

### Milieux naturels et biodiversité
L’inventaire des zones naturelles d'intérêt écologique, faunistique et floristique (ZNIEFF) a pour objectif de réaliser une couverture des zones les plus intéressantes sur le plan écologique, essentiellement dans la perspective d’améliorer la connaissance du patrimoine naturel national et de fournir aux différents décideurs un outil d’aide à la prise en compte de l’environnement dans l’aménagement du territoire.
Une ZNIEFF de type 1 est recensée sur la commune :
les « plaines de Moussoulens et de Montolieu » (1 041 ha), couvrant 4 communes du département et deux ZNIEFF de type 2, : 
- les « causses du piémont de la Montagne Noire » (8 830 ha), couvrant 20 communes du département[13] ;
- la « zone agricole du nord Carcassonnais » (2 661 ha), couvrant 5 communes du département[14].

Carte des ZNIEFF de type 1 et 2 à Ventenac-Cabardès.
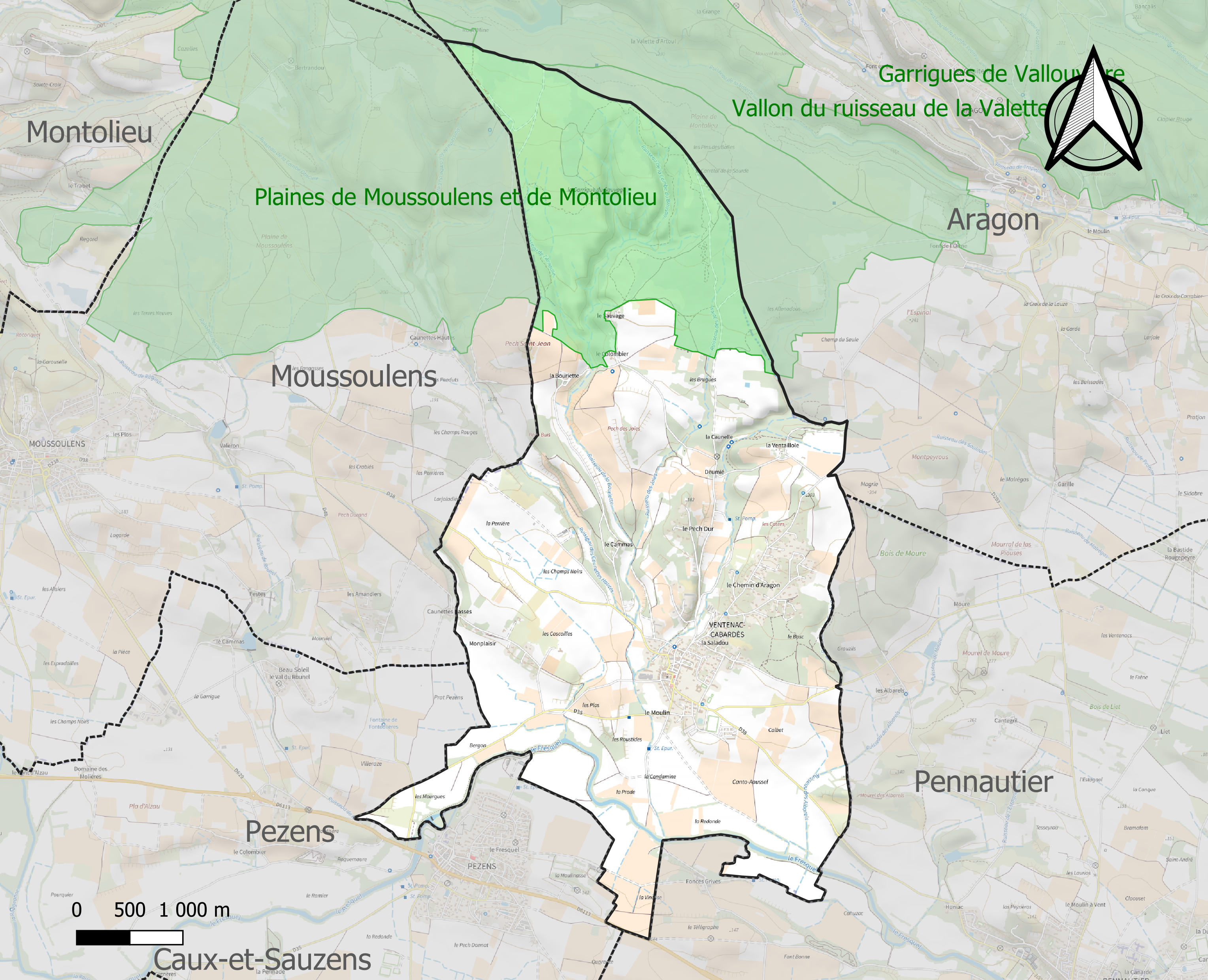
Carte de la ZNIEFF de type 1 sur la commune.
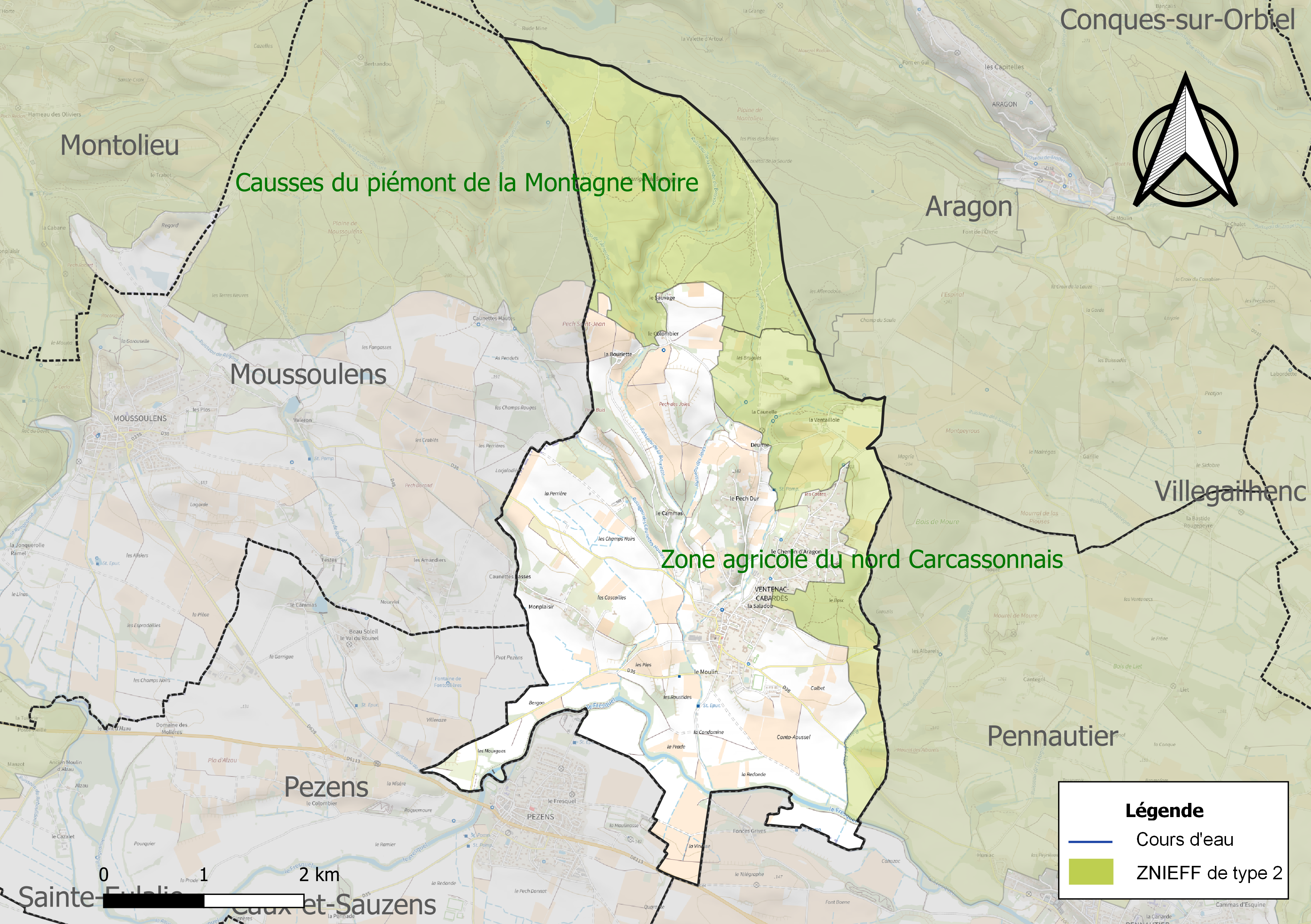
Carte des ZNIEFF de type 2 sur la commune.

## Urbanisme

### Typologie
Au 1er janvier 2024, Ventenac-Cabardès est catégorisée bourg rural, selon la nouvelle grille communale de densité à 7 niveaux définie par l'Insee en 2022.
Elle est située hors unité urbaine. Par ailleurs la commune fait partie de l'aire d'attraction de Carcassonne, dont elle est une commune de la couronne,. Cette aire, qui regroupe 115 communes, est catégorisée dans les aires de 50 000 à moins de 200 000 habitants,.

### Occupation des sols
L'occupation des sols de la commune, telle qu'elle ressort de la base de données européenne d’occupation biophysique des sols Corine Land Cover (CLC), est marquée par l'importance des territoires agricoles (70,7 % en 2018), en diminution par rapport à 1990 (72,7 %). La répartition détaillée en 2018 est la suivante : 
cultures permanentes (50,3 %), milieux à végétation arbustive et/ou herbacée (13,7 %), zones agricoles hétérogènes (12,7 %), forêts (10,2 %), terres arables (7,8 %), zones urbanisées (5,4 %). L'évolution de l’occupation des sols de la commune et de ses infrastructures peut être observée sur les différentes représentations cartographiques du territoire : la carte de Cassini (XVIIIe siècle), la carte d'état-major (1820-1866) et les cartes ou photos aériennes de l'IGN pour la période actuelle (1950 à aujourd'hui).

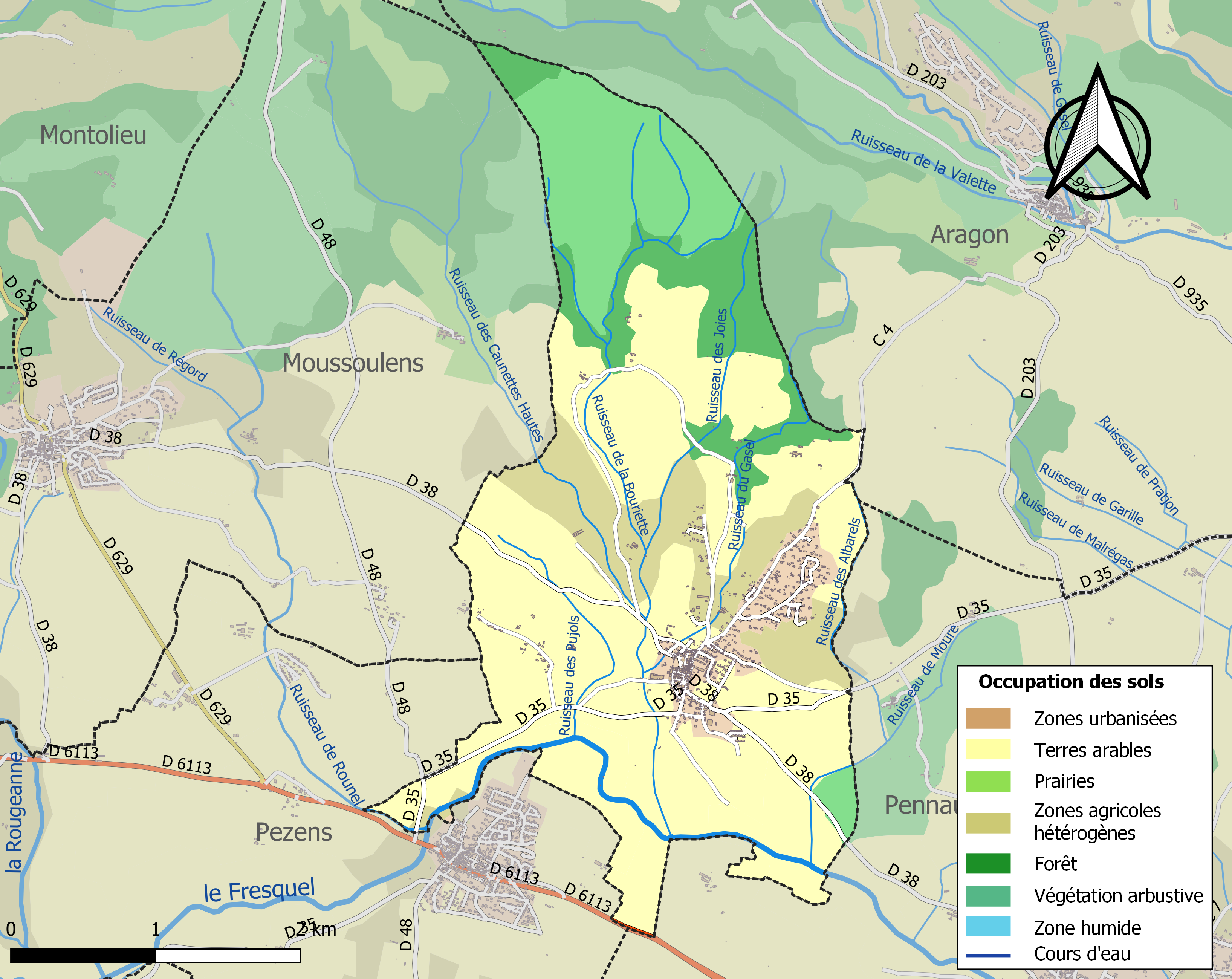
Carte des infrastructures et de l'occupation des sols de la commune en 2018 (CLC).

### Risques majeurs
Le territoire de la commune de Ventenac-Cabardès est vulnérable à différents aléas naturels : météorologiques (tempête, orage, neige, grand froid, canicule ou sécheresse), inondations, feux de forêts et séisme (sismicité très faible). Il est également exposé à un risque technologique, la rupture d'un barrage. Un site publié par le BRGM permet d'évaluer simplement et rapidement les risques d'un bien localisé soit par son adresse soit par le numéro de sa parcelle.

#### Risques naturels
Certaines parties du territoire communal sont susceptibles d’être affectées par le risque d’inondation par débordement de cours d'eau, notamment le ruisseau de Glandes. La commune a été reconnue en état de catastrophe naturelle au titre des dommages causés par les inondations et coulées de boue survenues en 1982, 1992, 1999, 2005, 2009 et 2018,.
Le retrait-gonflement des sols argileux est susceptible d'engendrer des dommages importants aux bâtiments en cas d’alternance de périodes de sécheresse et de pluie. La totalité de la commune est en aléa moyen ou fort (75,2 % au niveau départemental et 48,5 % au niveau national). Sur les 469 bâtiments dénombrés sur la commune en 2019, 469 sont en aléa moyen ou fort, soit 100 %, à comparer aux 94 % au niveau départemental et 54 % au niveau national. Une cartographie de l'exposition du territoire national au retrait gonflement des sols argileux est disponible sur le site du BRGM,.

#### Risques technologiques
La commune est en outre située en aval du barrage de Laprade, de classe A, mis en eau en 1984, d’une hauteur de 30,9 mètres et retenant un volume de 8,8 millions de mètres cubes. À ce titre elle est susceptible d’être touchée par l’onde de submersion consécutive à la rupture de cet ouvrage.

## Politique et administration
| Période      | Période      | Identité         | Étiquette | Qualité |
| ------------ | ------------ | ---------------- | --------- | ------- |
| mars 2001    | mars 2008    | Jacques Basset   |           |         |
| mars 2008    | février 2013 | René Douce       |           |         |
| fevrier 2013 | mars 2014    | Robert Laignelot |           |         |
| mars 2014    | 2020         | Jean Martel      |           |         |

## Démographie
L'évolution du nombre d'habitants est connue à travers les recensements de la population effectués dans la commune depuis 1793. Pour les communes de moins de 10 000 habitants, une enquête de recensement portant sur toute la population est réalisée tous les cinq ans, les populations de référence des années intermédiaires étant quant à elles estimées par interpolation ou extrapolation. Pour la commune, le premier recensement exhaustif entrant dans le cadre du nouveau dispositif a été réalisé en 2005.

En 2022, la commune comptait 959 habitants, en évolution de −0,42 % par rapport à 2016 (Aude : +2,65 %, France hors Mayotte : +2,11 %).
| 1793 | 1800 | 1806 | 1821 | 1831 | 1836 | 1841 | 1846 | 1851 |
| ---- | ---- | ---- | ---- | ---- | ---- | ---- | ---- | ---- |
| 372  | 422  | 446  | 357  | 378  | 390  | 367  | 372  | 388  |

| 1856 | 1861 | 1866 | 1872 | 1876 | 1881 | 1886 | 1891 | 1896 |
| ---- | ---- | ---- | ---- | ---- | ---- | ---- | ---- | ---- |
| 369  | 369  | 361  | 349  | 392  | 383  | 377  | 345  | 371  |

| 1901 | 1906 | 1911 | 1921 | 1926 | 1931 | 1936 | 1946 | 1954 |
| ---- | ---- | ---- | ---- | ---- | ---- | ---- | ---- | ---- |
| 375  | 390  | 356  | 390  | 390  | 388  | 407  | 403  | 405  |

| 1962 | 1968 | 1975 | 1982 | 1990 | 1999 | 2005 | 2006 | 2010 |
| ---- | ---- | ---- | ---- | ---- | ---- | ---- | ---- | ---- |
| 406  | 421  | 392  | 562  | 652  | 759  | 846  | 852  | 848  |

| 2015 | 2020 | 2022 | - | - | - | - | - | - |
| ---- | ---- | ---- | - | - | - | - | - | - |
| 939  | 955  | 959  | - | - | - | - | - | - |

## Économie

### Revenus
En 2018  (données Insee publiées en septembre 2021), la commune compte 391 ménages fiscaux, regroupant 947 personnes. La médiane du revenu disponible par unité de consommation est de 21 120 € (19 240 € dans le département).

### Emploi
| Division       | 2008   | 2013   | 2018   |
| -------------- | ------ | ------ | ------ |
| Commune        | 5,3 %  | 8,4 %  | 7,9 %  |
| Département    | 10,2 % | 12,8 % | 12,6 % |
| France entière | 8,3 %  | 10 %   | 10 %   |

En 2018, la population âgée de 15 à 64 ans s'élève à 573 personnes, parmi lesquelles on compte 76,2 % d'actifs (68,3 % ayant un emploi et 7,9 % de chômeurs) et 23,8 % d'inactifs,. Depuis 2008, le taux de chômage communal (au sens du recensement) des 15-64 ans est inférieur à celui de la France et du département.
La commune fait partie de la couronne de l'aire d'attraction de Carcassonne, du fait qu'au moins 15 % des actifs travaillent dans le pôle,. Elle compte 114 emplois en 2018, contre 99 en 2013 et 98 en 2008. Le nombre d'actifs ayant un emploi résidant dans la commune est de 395, soit un indicateur de concentration d'emploi de 28,7 % et un taux d'activité parmi les 15 ans ou plus de 56,9 %.
Sur ces 395 actifs de 15 ans ou plus ayant un emploi, 63 travaillent dans la commune, soit 16 % des habitants. Pour se rendre au travail, 90,4 % des habitants utilisent un véhicule personnel ou de fonction à quatre roues, 1,3 % les transports en commun, 4,5 % s'y rendent en deux-roues, à vélo ou à pied et 3,8 % n'ont pas besoin de transport (travail au domicile).

### Activités hors agriculture

#### Secteurs d'activités
60 établissements sont implantés  à Ventenac-Cabardès au 31 décembre 2019. Le tableau ci-dessous en détaille le nombre par secteur d'activité et compare les ratios avec ceux du département,.
| Secteur d'activité                                                                                        | Commune | Commune | Département |
| Secteur d'activité                                                                                        | Nombre  | %       | %           |
| --- | ------- | ------- | ----------- |
| Ensemble                                                                                                  | 60      | 100 %   | (100 %)     |
| Industrie manufacturière, industries extractives et autres                                                | 7       | 11,7 %  | (8,8 %)     |
| Construction                                                                                              | 10      | 16,7 %  | (14 %)      |
| Commerce de gros et de détail, transports, hébergement et restauration                                    | 7       | 11,7 %  | (32,3 %)    |
| Information et communication                                                                              | 2       | 3,3 %   | (1,6 %)     |
| Activités financières et d'assurance                                                                      | 3       | 5 %     | (2,7 %)     |
| Activités immobilières                                                                                    | 2       | 3,3 %   | (5,2 %)     |
| Activités spécialisées, scientifiques et techniques et activités de services administratifs et de soutien | 13      | 21,7 %  | (13,3 %)    |
| Administration publique, enseignement, santé humaine et action sociale                                    | 11      | 18,3 %  | (13,2 %)    |
| Autres activités de services                                                                              | 5       | 8,3 %   | (8,8 %)     |

Le secteur des activités spécialisées, scientifiques et techniques et des activités de services administratifs et de soutien est prépondérant sur la commune puisqu'il représente 21,7 % du nombre total d'établissements de la commune (13 sur les 60 entreprises implantées  à Ventenac-Cabardès), contre 13,3 % au niveau départemental.

#### Entreprises
L'entreprise ayant son siège social sur le territoire communal qui génère le plus de chiffre d'affaires en 2020 est : la Maison Ventenac, culture de la vigne (4 267 k€).
Entre 2006 et 2023, il existait une maison d'édition basée dans le village du nom des Éditions du Cabardès. La maison est spécialisée dans les livres et jeux sur le patrimoine local, l'Histoire (particulièrement les époques gallo-romaine et médiévale) et le canal du Midi. Le siège a déménagé en 2023 à Monze.

### Agriculture
La commune est dans la « Région viticole » de l'Aude, une petite région agricole occupant une grande partie centrale du département, également dénommée localement « Corbeilles Minervois et Carcasses-Limouxin ». En 2020, l'orientation technico-économique de l'agriculture  sur la commune est la viticulture.
|               | 1988 | 2000 | 2010 | 2020 |
| ------------- | ---- | ---- | ---- | ---- |
| Exploitations | 35   | 32   | 22   | 17   |
| SAU (ha)      | 653  | 585  | 492  | 384  |

Le nombre d'exploitations agricoles en activité et ayant leur siège dans la commune est passé de 35 lors du recensement agricole de 1988  à 32 en 2000 puis à 22 en 2010 et enfin à 17 en 2020, soit une baisse de 51 % en 32 ans. Le même mouvement est observé à l'échelle du département qui a perdu pendant cette période 60 % de ses exploitations,. La surface agricole utilisée sur la commune a également diminué, passant de 653 ha en 1988 à 384 ha en 2020. Parallèlement la surface agricole utilisée moyenne par exploitation a augmenté, passant de 19 à 23 ha.

## Culture locale et patrimoine

### Lieux et monuments

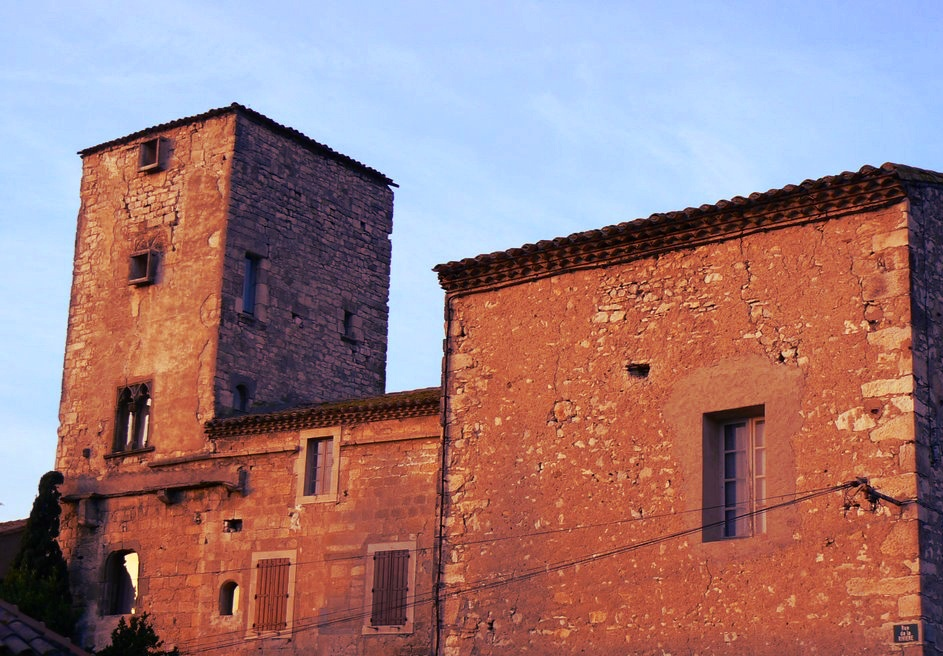
Le donjon de l'Abbé.

- Sépultures Préhistoriques du Bois de Moure : Jean Guilaine et Albert Blanc les situent à la jonction des 3 communes de Ventenac-Cabardès, Aragon et Pennautier. Ils ont étudié une allée couverte et à 200 m au nord, un tumulus recélant deux sépultures, construits par les hommes de la Culture de Véraza (fin du néolithique et chalcolithique).
- Église Saint-Julien-et-Sainte-Basilisse de Ventenac-Cabardès. L'église est dédiée aux saints Julien et Basilisse.
- Le village comporte une église de style gothique (XII-XIIIe siècle) légèrement délabrée à l'intérieur. Elle est rattachée à l'école des GS\CP et le restaurant scolaire qui est l'ancien presbytère ainsi que l'habitation de l'ancien prêtre. La petite cour de l'école, elle, est l'ancien jardin de la paroisse.
- Dans le cœur du village proche de la mairie et de la bibliothèque se trouve le calvaire (avec monument aux morts) composé d'un petit jardin avec des haies taillées et une stèle en pierre de la région surmontée de la croix de guerre.
- Derrière se trouve une petite "grotte" surmontée d'un crucifix en fer d'une taille assez importante. La mairie est ancienne ; elle abrite la mairie, l'accueil de la mairie, le bureau de poste et la bibliothèque au rez-de-chaussée.
- Le vieux village possède des particularités comme le château de l'Abbé classé monument historique grâce à une magnifique fenêtre sculptée du XIIe siècle. Une autre particularité amusante : la rue de la Chouette derrière le château de par sa forme.

## Vie locale
Comme commerces, le village comprend un salon de coiffure, une épicerie (journaux, dépôt de pain, épicerie, produits du terroir), un bureau de poste, un cabinet d'infirmière, une vente de vin (à la Ventaillole), des gîtes et chambres d'hôtes. Le village possède également une école primaire et maternelle (comme dit précédemment) et un restaurant scolaire. Elle dispose d'un ramassage scolaire pour les collégiens et lycéens par la compagnie de transport Teissier.

### Héraldique
| Ventenac-Cabardès | Son blasonnement est : D'argent à la croix de sable. |